# Дзёгэн (Хэйан)
Дзёгэн или Тэйгэн (яп. 貞元 дзё:гэн, тэйгэн, основа целомудрия) — девиз правления (нэнго) японского императора Энъю с 976 по 978 год .

## Продолжительность
Начало и конец эры:
- 13-й день 7-й луны 4-го года Тэнъэн (по юлианскому календарю — 11 августа 976 года);
- 29-й день 11-й луны 3-го года Дзёгэн (по юлианскому календарю — 31 декабря 978 года).

## Происхождение
Название нэнго было заимствовано из 3-го цзюаня классического древнекитайского сочинения Вэньсюань:「乃貞吉之元符」.

## События
- 11 июня 976 года (11-й день 5-й луны 1-го года Дзёгэн) — пожар уничтожил Императорский дворец[6][7];
- 20 декабря 977 года (8-й день 11-й луны 2-го года Дзёгэн) — в возрасте 51 год скончался Фудзивара-но Канэмити[8];

## Сравнительная таблица
Ниже представлена таблица соответствия японского традиционного и европейского летосчисления. В скобках к номеру года японской эры указано название соответствующего года из 60-летнего цикла китайской системы гань-чжи. Японские месяцы традиционно названы лунами.
| 1-й год Дзёгэн (Огненная Крыса) | 1-я луна       | 2-я луна   | 3-я луна* | 4-я луна  | 5-я луна* | 6-я луна  | 7-я луна* | 8-я луна*              | 9-я луна    | 10-я луна* | 11-я луна  | 12-я луна*   |               |
| ------------------------------- | -------------- | ---------- | --------- | --------- | --------- | --------- | --------- | ---------------------- | ----------- | ---------- | ---------- | ------------ | ------------- |
| Юлианский календарь             | 3 февраля 976  | 4 марта    | 3 апреля  | 2 мая     | 1 июня    | 30 июня   | 30 июля   | 28 августа             | 26 сентября | 26 октября | 24 ноября  | 24 декабря   |               |
| 2-й год Дзёгэн (Огненный Бык)   | 1-я луна       | 2-я луна   | 3-я луна* | 4-я луна  | 5-я луна  | 6-я луна* | 7-я луна  | 7-я луна* (високосная) | 8-я луна*   | 9-я луна   | 10-я луна* | 11-я луна    | 12-я луна*    |
| Юлианский календарь             | 22 января 977  | 21 февраля | 23 марта  | 21 апреля | 21 мая    | 20 июня   | 19 июля   | 18 августа             | 16 сентября | 15 октября | 14 ноября  | 13 декабря   | 12 января 978 |
| 3-й год Дзёгэн (Земляной Тигр)  | 1-я луна       | 2-я луна*  | 3-я луна  | 4-я луна  | 5-я луна* | 6-я луна  | 7-я луна* | 8-я луна               | 9-я луна    | 10-я луна* | 11-я луна  | 12-я луна*   |               |
| Юлианский календарь             | 10 февраля 978 | 12 марта   | 10 апреля | 10 мая    | 9 июня    | 8 июля    | 7 августа | 5 сентября             | 5 октября   | 4 ноября   | 3 декабря  | 2 января 979 |               |

* звёздочкой отмечены короткие месяцы (луны) продолжительностью 29 дней. Остальные месяцы длятся 30 дней.